# Protochlorophyllide b
La protochlorophyllide b, ou monovinyl-protochlorophyllide b, est un tétrapyrrole intervenant dans la biosynthèse de la chlorophylle.